# Parafia św. Jana Chrzciciela w Częstochowie
Parafia Świętego Jana Chrzciciela w Częstochowie – rzymskokatolicka parafia, położona w dekanacie Częstochowa – św. Antoniego z Padwy, archidiecezji częstochowskiej w Polsce, erygowana w 1990.

## Proboszczowie
- ks. Zygmunt Jurczyk (1990–2010)
- ks. Roman Rakowiecki(2010–2020)[1]
- ks. Czesław Mirowski (od 2020)